# Pyotr Kirillovich Koshevoy
Pyotr Kirillovich Koshevoy (tiếng Nga: Пётр Кириллович Кошевой; 21 tháng 12 [lịch cũ 8 tháng 12] năm 1904 - 30 tháng 8 năm 1976) là một Nguyên soái Liên Xô, hai lần Anh hùng Liên Xô.

## Thân thế và khởi đầu binh nghiệp trong Nội chiến
Koshevoy sinh ngày 21 tháng 12 [lịch cũ 8 tháng 12] năm 1904 tại Oleksandriia, Kherson trong một gia đình nông dân Ukraina. Sau khi tốt nghiệp tiểu học năm 1919, ông làm thợ xay cùng với cha mình trong một năm rưỡi.
Ông gia nhập Hồng quân ngày 13 tháng 2 năm 1920  và được gửi đến Trung đoàn Cossack Đỏ 2 thuộc Sư đoàn kỵ binh Đỏ 8. Trong Nội chiến Nga, ông đã tham gia chiến đấu trên mặt trận Tây Nam, chống lại quân Bạch vệ Ba Lan và Ukraina ở khu vực Chornyi Ostriv, Lityn, Proskurov, Horodok và Rohatyn, sau đó chống lại quân nổi dậy Ukraina.
Sau khi Nội chiến kết thúc, tháng 8 năm 1922, Koshevoy được gửi đến theo học tại các khóa Kỵ binh Krym. Tốt nghiệp tháng 10 năm 1923, ông được bổ nhiệm làm một chỉ huy một phân đội kỵ binh trong Trung đoàn Kỵ binh Đỏ Cossack 3 thuộc Sư đoàn Kỵ binh Đỏ Cossack 1, đồn trú tại Quân khu Ukraina. Trở thành một kursant (học viên sĩ quan) tại Trường Kỵ binh Ukraina vào tháng 8 năm 1924 và tốt nghiệp tháng 9 năm 1927, ông được bổ nhiệm làm trung đội trưởng, phục vụ trong Trung đoàn Kỵ binh 61 thuộc Lữ đoàn Kỵ binh đặc biệt trong Quân khu Moskva. Tháng 11 năm 1931, Koshevoy phục vụ tại Trường quân sự kết hợp VTsIK với tư cách là một phụ tá chỉ huy phân đội súng máy.
Sau khi tham dự các khóa huấn luyện nâng cao chỉ huy thiết giáp (KUKS) tại Leningrad trong khoảng thời gian từ tháng 3 đến tháng 5 năm 1932, ông trở lại trường, làm một chỉ huy trung đội trong tiểu đoàn cơ giới. Tháng 9 năm đó, Koshevoy là chỉ huy trưởng trường trung đoàn của Trung đoàn 61, thuộc Sư đoàn kỵ binh đặc biệt (được thành lập từ Lữ đoàn kỵ binh đặc biệt). Tháng 10 năm 1935, ông được bổ nhiệm làm trung đoàn trưởng. Koshevoy vào Học viện quân sự Frunze vào tháng 5 năm 1936 và sau khi tốt nghiệp vào tháng 1 năm 1939, được bổ nhiệm làm tham mưu trưởng của Sư đoàn kỵ binh số 15, đóng quân tại Quân khu Zabaikal. Ông được chuyển sang chỉ huy Sư đoàn súng trường 65 vào tháng 2 năm 1940. Koshevoy được phong cấp Đại tá vào ngày 29 tháng 2 khi Hồng quân thông qua hệ thống quân hàm.
Sau chiến tranh, Koshevoy chỉ huy các tập đoàn quân Cận vệ 6, tập đoàn quân 5, tập đoàn quân Cận vệ 11, các Quân khu Siberia và Kiev. Ông trở thành Tổng Tư lệnh của Cụm binh đoàn Liên Xô tại Đức năm 1965. Koshevoy được thăng cấp Nguyên soái Liên Xô năm 1968, nhưng bị cách chức khỏi Bộ Tư lệnh Lực lượng Liên Xô tại Đức vào cuối năm 1969.

## Chiến tranh Vệ quốc vĩ đại
Khi Chiến dịch Barbarossa, cuộc xâm lược của Đức vào Liên Xô, nổ ra vào tháng 6 năm 1941, Koshevoy vẫn ở lại với sư đoàn trong Quân khu Zabaikal. Tháng 11 năm 1941, Sư đoàn 65 được chuyển thuộc Phương diện quân Volkhov, trực thuộc Tập đoàn quân 4, tham chiến trong Chiến dịch phòng ngự Tikhvin. Do thành tích chiến đấu xuất sắc, sư đoàn đã được trao tặng Huân chương Cờ đỏ.
Ngày 2 tháng 7 năm 1942, Koshevoy được chuyển sang làm chỉ huy Sư đoàn súng trường cận vệ số 24 thuộc lực lượng dự bị. Sư đoàn được chuyển thuộc Tập đoàn quân 8 từ ngày 7 tháng 8, tham chiến trong Chiến dịch tấn công Sinyavino. Ông được thăng cấp thiếu tướng vào ngày 1 tháng 10.
Ngày 25 tháng 10 năm 1942, Sư đoàn được chuyển đến Rasskazovo, trực thuộc Tập đoàn quân Cận vệ 2, lực lượng dự bị của Bộ Tổng Tư lệnh Tối cao, nhận bổ sung quân số và trang bị mới. Giữa tháng 12, tập đoàn quân được bổ sung cho Phương diện quân Stalingrad, tham gia phản kích chống Chiến dịch Bão Mùa đông, một nỗ lực bất thành của Đức nhằm cố gắng giải tỏa các đạo quân bị bao vây ở Stalingrad.
Sau trận Stalingrad, Sư đoàn được chuyển đến Phương diện quân Nam, tham chiến trong Chiến dịch phản công Salsk-Rostov, một phần của cuộc tấn công chiến lược Bắc Kavkaz vào đầu năm 1943. Nó được đưa về dự bị ở Voroshilovgrad để xây dựng lại từ tháng 3. Trong mùa hè, sư đoàn trực thuộc Tập đoàn quân Cận vệ 2 của Phương diện quân Nam, tham gia các cuộc tấn công Mius và Chiến dịch Donbas.
Trong Chiến dịch Donbas, ngày 28 tháng 8, Koshevoy được bổ nhiệm làm chỉ huy của Quân đoàn súng trường 63 thuộc Tập đoàn quân 51. Quân đoàn sau đó được chuyển thuộc các tập đoàn quân 44 và 51 của Phương diện quân Ukraina 4, tham gia chiến đấu ở Melitopol và Chiến dịch Krym, tham gia giải phóng Kakhovka, Simferopol và Sevastopol. Do thành tích chỉ huy quân đoàn, Koshevoy đã được phong danh hiệu Anh hùng Liên Xô và được trao tặng Huân chương Lenin vào ngày 16 tháng 5 năm 1944, được thăng cấp Trung tướng một ngày sau đó.
Ngày 27 tháng 5, Koshevoy được chuyển sang làm chỉ huy Quân đoàn súng trường 71, bấy giờ thuộc biên chế Tập đoàn quân 31 của Phương diện quân Belorussia 3, tham chiến trong Chiến dịch Bagration và Chiến dịch Baltic. Do thành tích chiến đấu, Quân đoàn 71 được trao tặng Huân chương Cờ đỏ.
Ngày 7 tháng 1 năm 1945, Koshevoy được chuyển sang chỉ huy Quân đoàn súng trường Cận vệ 36 thuộc Tập đoàn quân Cận vệ 11 và giữ cương vị này cho đến hết chiến. Trong Chiến dịch Đông Phổ, quân đoàn đã chiếm được Insterburg, Königsberg và Pillau. Trong cuộc tấn công, theo cấp trên của mình, Koshevoy đã đích thân tổ chức các cuộc tấn công của quân đoàn và chỉ huy ở tiền phương, trong khu vực "nguy hiểm và nguy hiểm nhất" của Insterburg. Với "khả năng lãnh đạo khéo léo" trong cuộc tấn công, "lòng dũng cảm và chủ nghĩa anh hùng", ông đã nhận được danh hiệu Anh hùng Liên Xô lần thứ hai vào ngày 19 tháng 4.

## Sau chiến tranh

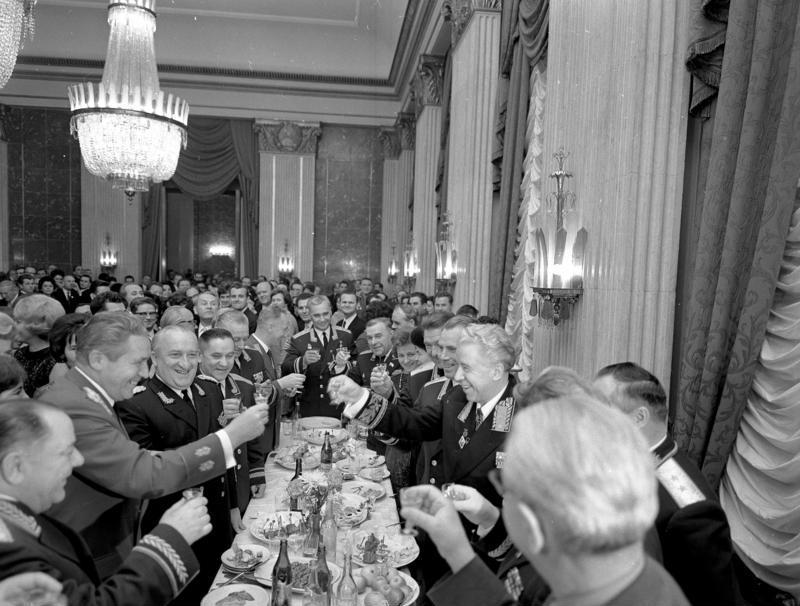
Koshevoy (phía trước bên trái) tại một buổi tiếp tân tại Đại sứ quán Liên Xô ở Berlin, 1967.

Sau khi kết thúc chiến tranh, Koshevoy tiếp tục chỉ huy quân đoàn 36. Tháng 7 năm 1946, ông được bổ nhiệm làm Tư lệnh Tập đoàn quân Cận vệ 6 thuộc Quân khu Baltic. Ông theo học các khóa cao cấp của Học viện quân sự cao cấp Voroshilov từ tháng 3 năm 1947 đến tháng 4 năm 1948. Sau khi hoàn thành các khóa học, ông được bổ nhiệm làm Tư lệnh Tập đoàn quân 5 Quân khu Primorsky, trở thành một phần của Quân khu Viễn Đông vào tháng 4 năm 1953.
Sau khi được thăng cấp Thượng tướng vào ngày 31 tháng 5 năm 1954, Koshevoy được chuyển đến chỉ huy Tập đoàn quân Cận vệ 11 thuộc Quân khu Baltic vào tháng 6 năm 1954 và trở thành Phó Tổng Tư lệnh thứ nhất Cụm binh đoàn Liên Xô tại Đức (GSFG) vào tháng 7 năm 1955. Ông chỉ huy Quân khu Siberia từ tháng 7 năm 1957 và Quân khu Kiev từ tháng 4 năm 1960, được thăng cấp Đại tướng vào ngày 13 tháng 4 năm 1964.
Koshevoy trở thành Tổng Tư lệnh của GSFG vào tháng 1 năm 1965. Mặc dù được thăng cấp Nguyên soái Liên Xô vào ngày 15 tháng 4 năm 1968, đến tháng 10 năm 1969, ông lại được chuyển về làm Tổng thanh tra Quốc phòng, một vị trí chờ nghỉ hưu danh cho các sĩ quan cao cấp lớn tuổi.
Koshevoy qua đời ngày 30 tháng 8 năm 1976 tại Moskva. Ông được chôn cất tại Nghĩa trang Novodevichy.
Hồi ký của ông, Trong những năm chiến tranh (tiếng Nga: В годы военные), được xuất bản vào năm 1978 bởi Voenizdat.

## Danh hiệu và giải thưởng
Koshevoy từng nhận được các danh hiệu và giải thưởng:
- Anh hùng Liên Xô, hai lần (16 tháng 5 năm 1944, 19 tháng 4 năm 1945)
- Năm Huân chương Lenin (17 tháng 12 năm 1941, 16 tháng 5 năm 1944, 30 tháng 4 năm 1945, 9 tháng 12 năm 1964, 22 tháng 2 năm 1968)
- Huân chương Cách mạng Tháng Mười (4 tháng 12 năm 1974)
- Huân chương Cờ đỏ, ba lần (3 tháng 11 năm 1944, 15 tháng 11 năm 1950, 21 tháng 2 năm 1969)
- Huân chương Bogdan Khmelnitsky, hạng 1 (5/5/1945)
- Huân chương Suvorov, hạng 2 (31 tháng 3 năm 1943)
- Huân chương Kutuzov, hạng 2, hai lần (17 tháng 9 năm 1943, 4 tháng 7 năm 1944)

Koshevoy là Ủy viên dự khuyết Ban Chấp hành Trung ương Đảng Cộng sản Liên Xô trong khoảng thời gian từ 1961 đến 1971, và là đại biểu khóa VI và VII của Xô viết Tối cao Liên Xô.
Một bức tượng bán thân bằng đồng của Koshevoy đã được lắp đặt tại Oleksandriia. Năm 1976, Trường Xe tăng Omsk được đặt tên để vinh danh ông.

## Lược sử quân hàm
- Đại tá (29.02.1940)
- Thiếu tướng (1.10.1942)
- Trung tướng (17.05.1944)
- Thượng tướng (31.05.1954)
- Đại tướng (13.04.1964)
- Nguyên soái Liên Xô (15.04.1968)

### Trích dẫn
1. ↑  Vasilevsky 1974, tr. 25.
2. 1 2 3 4 5 6 7  Yermakov 1996, tr. 41–42.
3. 1 2 3 4 5 6 7 8  Tsapayev & Goremykin 2015, tr. 398–400.
4. 1 2  Sergeyev 1999, tr. 249.